# Nitschkia parasitans
Nitschkia parasitans är en svampart som först beskrevs av Ludwig David von Schweinitz, och fick sitt nu gällande namn av John Axel Nannfeldt 1975. Nitschkia parasitans ingår i släktet Nitschkia och familjen Nitschkiaceae.  Arten är reproducerande i Sverige. Inga underarter finns listade i Catalogue of Life.